# テレジア・クリスティアーネ・フォン・ザクセン＝コーブルク・ウント・ゴータ
テレジア・クリスティアーネ・フォン・ザクセン＝コーブルク・ウント・ゴータ（Theresia Christiane Prinzessin von Sachsen-Coburg und Gotha, 1902年8月23日 - 1990年1月24日）は、ザクセン＝コーブルク公爵家のカトリック系分家コハーリ侯爵家の公女。

## 生涯
ザクセン＝コーブルク＝ゴータ公子アウグスト・レオポルトとその妻のオーストリア＝トスカーナ大公女カロリーネの間の第6子、三女として生まれた。正式な洗礼名はテレジア・クリスティアーネ・マリア・ヨーゼファ・イグナティア・ベニーツィア・ミヒャエラ・ガブリエーレ・ラファエーレ・ゴンツァーガ（Theresia Christiane Maria Josepha Ignatia Benizia Michaela Gabriele Raphaele Gonzaga）で、曾祖母のブラジル皇后テレーザ・クリスティーナにあやかって名付けられている。
テレジアはブラジル皇帝ペドロ2世の次女レオポルディナの11人の孫たちの中で、唯一ブラジル国籍を保持し、旧ブラジル帝位請求権を放棄しなかった。女性ながら、一時はブラジル帝位請求者として活動した父の後継者となった。彼女の子孫は旧ブラジル帝室の一分家サクセ＝コブルゴ・イ・ブラガンサ家を成していると見なされ、レオポルディナ皇女の姉イザベル皇女の子孫のうちの有資格者に次ぐ帝位継承権を主張している。
1930年10月6日にザルツブルクで、ラモラル・フォン・タクシス＝ボルドーニャ＝ヴァルニグラ男爵（1900年 - 1966年）と結婚し、間に4人の子女をもうけた。子供たちは「タッソ・デ・サクセ＝コブルゴ・イ・ブラガンサ（Tasso de Saxe-Coburgo e Bragança）」というポルトガル語の複合姓を名乗った。
- カルルシュ（1931年 - ） - 1956年デニース・パイシュ・デ・アウメイダと結婚（1967年離婚）、1969年オーストリア＝トスカーナ大公女ヴァルブルガ[注釈 2]と再婚
- アリーチェ（1936年 - 2013年） - 1956年トルミーノ＝ビーリア伯爵ミケーレ＝フォルメンティーニと結婚
- フィリペ（1939年 - ） - 1981年アンナ・マリア・ドゥアルテ・ヌーネスと結婚
- マリア・クリスティーナ（1945年 - ） - 1971年ライモンド・デットーリと結婚

1973年、長男カルロスがイタリアのフリウリ＝ヴェネツィア・ジュリア州ファガーニャにあるヴィラルタ城を購入し、一族の本拠は同城となった。
1990年1月24日、オーストリアのフィラッハで亡くなった。

## 引用・脚注

### 引用
1. 1 2  Genealogisches Handbuch des Adels, Fürstliche Häuser IV. "Sachsen". C.A. Starke Verlag, 1956, pp. 162-163. (German)..
2. ↑  （ポルトガル語） Lessa, Clado Ribeiro de. "O Segundo Ramo da Casa Imperial e a nossa Marinha de Guerra", in Revista do Instituto Historico e Geografico Brasileiro, vol. 211, 1951, pp. 118-133 (ISSN 0101-4366)